# Rémi Delavallée
Pour les articles homonymes, voir Delavallée.
Rémi Delavallée, né le 14 août 1980, est un joueur de rugby à XV français évoluant au poste de deuxième ligne (1,97 m pour 117 kg).

## Carrière
- ? : Stade français Paris
- ? : CA Brive
- ?-2005 : Stade rochelais
- 2005-2007 : US Oyonnax
- 2007-2011 : Section paloise
- 2011-2013 : US Montauban[2]
- Depuis 2013 :  Rugby Club Puilboreau[3],[4]
- Depuis 2018 : Sporting club Rhétais [5]